# Sydlig stjärnkikare
Sydlig stjärnkikare (Astroscopus y-graecum) är en fiskart som först beskrevs av Cuvier 1829.  Sydlig stjärnkikare ingår i släktet Astroscopus och familjen Uranoscopidae. Inga underarter finns listade i Catalogue of Life.